# Amusement - Giochi pericolosi
Amusement - Giochi pericolosi (Amusement) è un film horror statunitense del 2008, diretto da John Simpson e scritto da Jake Wade Wall.

## Trama
Shelby Led e il suo fidanzato Rob si trovano in autostrada diretti nell'Ohio. Lungo il percorso si uniscono a un convoglio di veicoli, costituito da un camion e una jeep. Il convoglio decide di fermarsi a fare benzina. Rob fa la conoscenza dei conducenti degli altri due veicoli e fa amicizia col guidatore della jeep. Shelby, però, nota che nel camion c'è anche una donna spaventata. Mentre seguono un percorso alternativo, Shelby rivede la ragazza spaventata con un foglio in mano con scritto "Aiuto". Pochi minuti dopo la ragazza cade e si schianta sulla loro auto. Mentre Rob insegue il camion, Shelby e il guidatore della jeep aiutano la ragazza. Rob non riesce tuttavia a raggiungerlo e tornando indietro, scopre che il conducente del camion ha rapito Shelby e la ragazza. Insieme al conducente della jeep, Rob arriva in una vecchia casa abbandonata dove il rapitore ha portato la fidanzata. Il suo "alleato" gli dice di rimanere in macchina, mentre lui si occupa del rapitore. Mentre Rob aspetta in macchina, scopre che il conducente del camion non è il rapitore; lo è invece quello della jeep. Quest'ultimo uccide il camionista e si reca poi da Rob, Shelby e l'altra ragazza, pronto per ucciderli.
Tabitha Wright si trova di fronte alla grande casa dei suoi zii, dove dovrà passare la notte per guardare i suoi due cugini, Max e Danny. I due affermano di essere completamente soli, lasciando la ragazza intontita, visto che dovevano stare con una baby-sitter. Durante la sera, Tabitha sente bussare alla porta. Una figura misteriosa, avvolta dal buio, dice di essere il fidanzato della baby-sitter, Owen. Lui è molto preoccupato, visto che non ha più notizie della sua amata. Tabitha lo manda via, dicendo di non sapere dove sia. È l'ora di andare a dormire e Tabitha si stabilisce nella camera degli ospiti, una camera decorata interamente di pagliacci. Uno in particolare, a grandezza naturale, incute alla ragazza molto timore. Cerca di calmarsi e di andare a dormire, ma il temporale la sveglia. Il telefono squilla: è sua zia, che le chiede come stiano i bambini. Tabitha approfitta della situazione per chiedere del clown, ma la zia le rivela che non ha alcun pupazzo da clown in casa. La donna vede il clown muoversi e capisce di essere in pericolo. Si reca nella camera dei nipoti, che sembrano quasi non essere consapevoli della pericolosità dell'intruso. I bambini riescono a salvarsi, ma Tabitha rimane intrappolata, mentre il clown la guarda e ride.
Tabitha si ritrova in una stazione di polizia, in una camera usata per gli interrogatori. Non riesce a rispondere alla domande. La ragazza incomincia ad avere dei flash di quand'era piccola. Lei, Shelby e Lisa giocavano insieme a un ragazzo. Era la giornata dell'arte e i bambini mostravano le loro creazioni. Il ragazzino, riluttante, decide di far vedere la sua creazione alle tre ragazze. Queste ultime rimangono sconvolte: il ragazzo ha torturato un topo esponendo gli organi.
Lisa Swan, insieme al suo fidanzato Dan, cerca in tutti i modi di ritrovare la sua coinquilina, Cat, che la sera prima ci stava provando con un ragazzo. Le loro ricerche giungono in un vecchio albergo. Lisa cerca di entrare, ma non ci riesce per via della diffidenza del padrone. Ci prova allora Dan. Quest'ultimo, fingendosi un ispettore sanitario riesce nel suo tentativo. Tuttavia, il proprietario si finge benevolo, per ucciderlo. Dopo aver chiamato tante volte il suo ragazzo, Lisa decide di entrare nell'albergo. Riesce nell'impresa e si ritrova in una camera, dove incontra un uomo sordo che sembra volerla aiutare. Trova molti cadaveri intrappolati tra i fili, tra questi c'è anche la sua amica Cat. Cercando di aiutare l'amica, il sordo si rivela essere l'assassino, sottomettendo Lisa.
Una terapeuta chiede a Tabitha delle sue amiche, Shelby e Lisa. La ragazza le confessa che erano sue amiche di scuola e che erano inseparabili quando si trovavano tutte a Briar Hills. La terapeuta, da parte sua, confessa di aver avuto un paziente proveniente dalla stessa città. Inoltre, la informa che anche Lisa e Shelby si trovano in quella struttura e che lei era stata chiamata solo per un consulto. Intuisce a quel punto che la situazione creatasi è alquanto bizzarra. La terapeuta se ne va, lasciando la ragazza da sola. Dopo un po', la porta si apre, concedendo a Tabitha la possibilità di andarsene. Tuttavia non si trova in una stazione di polizia, ma in dei dispersi sotterranei. La ragazza scopre più in là il cadavere della terapeuta uccisa brutalmente.
L'assassino la insegue per tutti i sotterranei, fino a quando Tabitha non si ritrova intrappolata tra due pareti di vetro. Le luci si accendono e l'assassino mostra alla ragazza Lisa e Shelby intrappolate. Dopo trappole, inganni e fughe, l'assassino ucciderà sia Lisa che Shelby. Tabitha, dopo una grande lotta, riuscirà ad uccidere l'assassino e a tornare a casa. Tuttavia, la ragazza è consapevole che le sue amiche non torneranno mai più e che non dimenticherà mai gli eventi vissuti a causa di quel ragazzo che da bambino sembrava solo strano, né la sua risata inquietante.